# El Gornal
El Gornal (o simplemente Gornal) es un barrio de Hospitalet de Llobregat, en el área metropolitana de Barcelona, España. Está clasificado territorialmente dentro del Distrito VI, juntamente con Bellvitge.

## Situación
El Gornal limita con los barrios de Bellvitge por la avenida de Vilanova, Santa Eulalia por las calles de Amadeu Torner y de la Aprestadora y Granvia Sud por avenida de la Granvia de l’Hospitalet. Es un lugar con avenidas anchas y grandes zonas verdes. Está situado a un par de kilómetros de Barcelona.
Transporte público
- Estación de Gornal en la línea Llobregat-Noya de los Ferrocarriles de la Generalidad de Cataluña.
- Estación de Bellvitge (Adif) de Rodalies de Catalunya, situada en la intersección con el barrio de Bellvitge.
- Autobuses urbanos (LH-1 y LH-2).
- Autobús metropolitano H12.

## Historia
El Gornal está asentado en tierras de cultivo, también llamadas de la Marina. En estas zona confluían varias rieras, una de las cuales da nombre al barrio. En el año 1963 se aprobó la urbanización del Gornal. Se expropió la casas de las calles Finestrelles y parte de Campoamor, con la oposición de los vecinos. Las primeras llaves se dieron en el año 1974. Iban destinadas para los vecinos de las calles afectadas. En el año 1975, en las barriadas de barracas de La Bomba y Can Pi hubo movilizaciones para conseguir los pisos del Gornal, y en poco tiempo se concedieron las llaves.
En 1976 ya estaba en funcionamiento el colegio Pla de Llobregat y la parroquia y se entregaron las viviendas de las torres de Vilanova y Carmen Amaya. Todo este proceso no fue sencillo ni a gusto de todo el mundo: hubo desalojos a la fuerza de los expropiados y pisos nuevos, que no fueron ocupados por los vecinos a los que se les concediron y que no hicieron uso de ellos, fueron adjudicados por el Ministerio de la Vivienda de forma legal, a los nuevos vecinos (  porque estaban vacíos ).
La primera fiesta mayor del Gornal fue en octubre de 1977. En ese mismo año se creó el grupo de “mayorettes” y la constitución del Casal de Jubilados. A principio de los 80 se crea una segunda fase de viviendas. En 1983 comienza a funcionar el consultorio de la Seguridad Social y se inicia el plan urbanístico del Gornal. En la entrega de la segunda fase hubo varias discrepancias y actos reivindicativos debido a la diferencia de los precios de los pisos con respecto a la primera fase.
En el año 1987 entra en funcionamiento el “carrilet” (Ferrocarriles de la Generalidad). La primera guardería empieza a funcionar en el año 1988. En abril de 1989 se pone en funcionamiento los primeros autobuses que comunican el Gornal con los demás barrios. En septiembre de ese mismo año se inaugura el centro de asistencia primaria, y en octubre se inaugura la parroquia Santa María del Gornal.
En el 1991 se inaugura el centro cívico, y en 1994 abren las galerías comerciales (Mercat de Gornal). También en este mismo año se empiezan a construir la tercera fase de viviendas, que finalizó en el 1997. Esta fase permitió que el barrio se uniera con el resto de la ciudad y no quedara tan aislado. El polígono Gornal se convirtió en el Gornal a secas. En 1999 se inauguró el Hotel de Entidades (el cual fue eliminado en el 2010).
En enero del 2000, la comisión de afectados por los bloque diseñados por el arquitecto Ricardo Bofill calcula en 400 millones de pesetas la cuantía en indemnizaciones por los desperfectos de las viviendas. El 2002 es el inicio de la trasformación urbanística de la Granvía entre la Plaza Cerdà y el Gornal. Desde el 2006 en el Gornal ha habido grandes cambios de mejora para el barrio y el resto de la ciudad, obras monumentales que se han solapado entre ellas: el colector de aguas, que cruza todo el barrio, la remodelación de la Granvía, el soterramiento de las vías para el AVE (tren de alta velocidad). El 20 de octubre del 2007 un socavón debido a las obras del AVE paraliza las líneas de cercanías y ferrocarriles catalanes. Han sido unos años muy duros que los vecinos han sufrido de polvo, barro, vallas por todas partes y sin sitio donde aparcar los coches, así que muchos optaban por dejarlos en las aceras y jardines.
Hoy día ya se puede ver la trasformación del barrio. La Av. Vilanova con una gran zona de aparcamiento, la Av. Granvía con un paseo ajardinado en toda su longitud y carril bici, la remodelación de la Rambla Carmen Amaya y la plaza de Europa. El Gornal ha mejorado mucho y ahora no tiene tantas barreras como tuvo en su día. En sus proximidades se encuentran la ciudad comercial y varios hoteles. En enero de 2008 finalizaron las obras de reparación del túnel. Se construye una tercera pasarela que comunica la Av. Vilanova del Gornal con la Av. América de Bellvitge. Actualmente se ésta terminando el nuevo embaldosado de la Rambla Carmen Amaya y algunos cambios en las zonas verdes.

## Proyectos actuales
Ya está en funcionamiento un Mercadona en el antiguo mercado, así como un carril bici. También hay un polideportivo y un edificio para el ambulatorio (CAP). Hay en proyecto un centro de día para la tercera edad. También en funcionamiento ya línea 9 del metro y se prevé soterrar las vías de los trenes de cercanías (Renfe), de manera que se podrá llegar de manera más cómoda y rápida a Bellvitge.

## Diversidad cultural
La población del Gornal no es muy diversa. Una parte de los que empezaron a vivir en el barrio procedían de las barriadas próximas de la Bomba y Can Pi, más los que ya residían en la calle Campoamor. La comunidad gitana en el Gornal es considerable. A fecha de 2016 la población de Gornal según su lugar de nacimiento se distribuye de la manera siguiente: el 64,3% es de Cataluña (siendo muchos de ellos hijos de inmigrantes), el 14,3% de Andalucía, de Extremadura el 3,32%, de Castilla y León el 2,10%, de Castilla-La Mancha el 1,67% y de Galicia el 1,31% entre las comunidades autónomas de mayor procedencia. La población extranjera solo supone 9,03 % su lugares de origen son Marruecos, Perú, Ecuador, Colombia y Bolivia.

## Asociaciones y entidades
- Associació de veīns i veïnes del Gornal Website
- Acatae (Associació Catalana d'Agents Energètics) (Blog oficial)
- ADFYS (Asociación de Discapacitados Físicos y Psíquicos)
- Ambit Energetic (Blog oficial)
- Àmbit Cultural Gornal
- Associació Dinàmic-Cultural Gornal
- Associació Juvenil el Pla de Llobregat
- AV. Gornal ( www.Avgornal.blogspot.com )
- AVV. Siglo XXI
- AVV. Carmen Amaya
- Centro Cultural y Recreativo Amigos del Gornal
- Club de Jubilats i Pensionistes Gornal
- Comissió de Festes
- Coordinadora d'Entitats i Veïns del Gornal (Página oficial)
- Grup de dones del Gornal
- Grup de Teatre Independent
- Lachó Bají Calí (Asociación de cultura Gitana)
- Parroquia Santa María del Gornal
- PIGAD (Asociación de ayuda a las personas con problemas de drogas)
- Comisión de Cooperación entre Vecin@s y Entidades del Barrio del Gornal(Página oficial)

## Servicios
- Aprendre a Aprendre
- CEIP Gornal
- Centro de Atención Primaria (CAP)
- Centre Cívic
- Equipo de fútbol, Unión Deportiva Gornal
- Centre Obert Nou Quitxalles ()
- Centre Obert Bocins d´Acció Social
- Colegio Xaloc (Página oficial)
- Colegio Pineda
- Centre de Formació d'Adult
- Hotel D'Entitats
- Llar D´Infants El Tren
- Punt Òmnia Gornal
- Oficina Urban
- Serveis Socials del Gornal

## Enlaces
- Fotos del Gornal en Flickr
- Memoria histórica del barrio
- Noticias sobre el Barrio del Gornal (http://www.barridelgornal.com)

- Datos: Q2033102
- Multimedia: El Gornal / Q2033102